# NFE 33
Die Tenderlokomotive NFE 33 der Achsfolge D wurde von Orenstein & Koppel 1907 gebaut. Sie war bei verschiedenen Privatbahngesellschaften tätig und hat immer die Nummer 33 getragen. Nach dem Zweiten Weltkrieg gelangte sie zur Deutschen Reichsbahn und wurde als 92 6101 bezeichnet. Die Lok war bis 1964 im Einsatz und wurden dann ausgemustert sowie verschrottet.

## Geschichte und Einsatz

### Privatbahnen
Orenstein & Koppel hatte wie andere Lokomotivfabriken ein Fertigungsprogramm für Tenderlokomotiven mit verschiedenen Achsfolgen entwickelt. Die Unternehmensstrategie des Herstellers war dabei auf ständige Weiterentwicklung ausgerichtet. Eine dieser Lokomotiven mit der Achsfolge D n2t wurde 1907 an die Neubrandenburg-Friedländer Eisenbahn verkauft, erhielt die Betriebsnummer 33 und wurde für den Güterverkehr verwendet. 1922 kam sie zur Weimar-Berka-Blankenhainer Eisenbahn, wo sie zwei Jahre lief. 1924 wurde sie für weitere zwei Jahre auf der Bahnstrecke Landeshut–Albendorf eingesetzt, bis sie 1926 zu der Neuhaldenslebener Eisenbahn kam.

### Deutsche Reichsbahn 91 6101
Die Lokomotive wurde 1949 von der Deutschen Reichsbahn übernommen und erhielt die Betriebsnummer 91 6101.
1950 war die Lok in Haldensleben stationiert. 1952 wurde sie zum Bw Frankfurt (Oder) abgegeben und gelangte später nach Wriezen. Hier blieb sie bis zu ihrer Ausmusterung, die 1965 erfolgte.

## Technische Merkmale
Die Lokomotive hatte einen großen Dampfdom und einen eckigen Sanddom. Sie besaß einen Blechrahmen, der für die Massenreduzierung mit mehreren Aussparungen versehen und gleichzeitig als Wasserkastenrahmen ausgebildet war. Zusätzlich besaß sie seitliche Wasserkästen, die Kohlen wurden in einem Behälter hinter dem Führerstand gebunkert. Die Endachsen des Laufwerkes waren nach Bauart Gölsdorf ausgeführt und sicherten der Lok die Kurvengängigkeit. Der dritte Radsatz des Laufwerkes wurde angetrieben. Der Kreuzkopf war einschienig ausgeführt, die Dampfmaschine hatte eine Allan-Steuerung.
Der Kessel lang frei auf dem Rahmen und bestand aus zwei Schüssen; der vordere trug den Dampfdom und der hintere den Sanddom. Der Stehkessel nach Bauart Crampton war mit einer kupfernen Feuerbüchse und einem Sicherheitsventil der Bauart Ramsbotton ausgerüstet. Gespeist wurde der Kessel von zwei Strahlpumpen. Die Rauchkammer ruhte auf einem genieteten Träger und trug einen konischen, langen Schornstein. Zwischen dem Schornstein und dem Dampfdom war ein Läutewerk der Bauart Latowski untergebracht. Auf dem Führerhaus war eine Signalpfeife vorhanden. Gesandet wurde die Lok mechanisch, sie besaß pro Triebwerksseite zwei Fallrohre, die die zweite und vierte Achse sandeten. Ursprünglich besaß die Lok eine Petroleumbeleuchtung, sie wurde bei der Deutschen Reichsbahn auf elektrische Beleuchtung mit Turbogenerator umgebaut.